# Y Phụng
Y Phụng (tên thật là Nguyễn Mỹ Thể, sinh ngày 18 tháng 02 năm 1976) là một nữ diễn viên điện ảnh, ca sĩ, người mẫu ảnh người Việt Nam. Cô là ái nữ của cố nghệ sĩ Minh Phụng và nghệ sĩ Kiều Tiên.

## Cuộc đời
Cô tên thật là Nguyễn Mỹ Thể, sinh ngày 18 tháng 2 năm 1976 tại Thành phố Hồ Chí Minh.
Thuở nhỏ, do cha mẹ là nghệ sĩ cải lương, cô thường đi theo đoàn lưu diễn ở vùng đồng bằng sông Cửu Long. Đến năm 6 tuổi, cô được cha mẹ bắt đầu cho đóng vai quần chúng trong vở Khói rừng quê mẹ và hát những bài hát thiếu nhi một mình trước giở mở màn.
Năm 12 tuổi, được cha mẹ hướng cho học múa ba lê nhưng không thích mà tự học hát qua các băng video nhạc hải ngoại. Cô cho biết phong cách ăn mặc và biểu diễn táo bạo của cô là ảnh hưởng từ thần tượng ‒ nữ ca sĩ Madonna.
Năm 13 tuổi, Y Phụng nghỉ học, chấp nhận đi hát lót, hát không lương ở tỉnh và các sân khấu trên địa bàn thành phố, nổi tiếng với cover bài You're My Heart, You're My Soul của nhóm Modern Talking. Cô cùng ca sĩ Minh Thuận (lúc đó chưa nổi tiếng) thường đi hát lót chung với nhau. Lần song ca cuối cùng trên sân khấu của cả hai là trong chương trình Duyên dáng Việt Nam số 6 năm 1998. Cô cũng từng hát tân cổ giao duyên cùng cha Minh Phụng trong một số băng video.
Vai diễn đầu tiên năm 14 tuổi của Y Phụng là vai phụ trong phim Những cánh hoa dại. Cô bắt đầu nổi tiếng hơn với sự nghiệp diễn xuất khi đóng chung với Lý Hùng trong nhiều bộ phim mì ăn liền như Riêng chỉ có anh, Đời vũ nữ, Hải đường trắng,... Sau này, Lý Hùng thừa nhận cả hai từng yêu nhau được 4 năm.
Trước khi mất, Minh Phụng có nguyện vọng muốn thấy con gái yên bề gia thất nên cô kết hôn, rồi sang định cư tại Hoa Kỳ từ năm 2005.
Cô kết hôn với người chồng thứ hai vào năm 2016 và có một con tên Paris.

## Sự nghiệp diễn xuất
Danh sách này không đầy đủ, bạn cũng có thể giúp mở rộng danh sách.
- Phim Những cánh hoa dại
- Tình nàng áo trắng
- Phim Người bất hạnh
- Phim Bây giờ em ở đâu
- Phim Đôi ngã đường tình
- Phim Riêng chỉ có anh
- Phim Đời vũ nữ
- Phim Riêng chỉ có anh (1992) vai Kim Thoa
- Phim Bên dòng sông Trẹm (1993) vai Mỹ Lan
- Phim Hải đường trắng (1994) vai Mỹ Phượng
- Phim Áo trắng sân trường (1994)
- Phim Nụ hôn đầu đời (1996)
- Phim Sút... dzô, sút... dzô ! (1998) vai My
- Hài kịch Chú Tư Cầu (2010)
- Bi hài kịch Đối diện sự thật (2015)
- Cải lương Xin một lần yêu nhau (2017)
- Cải lương Mùa thu lá bay (2017)

## Sự nghiệp ca nhạc
Khi sang định cư ở Hoa Kỳ, Y Phụng được Trung tâm Asia mời hát cho 26 kỳ đại nhạc hội thu hình của trung tâm này, cũng như biểu diễn cho các chương trình văn nghệ của cộng đồng người Việt tại khắp các tiểu bang.

### CD
- Giọt Buồn Không Tên (2008)
- Hãy Quên Anh (với Đan Nguyên, 2009)
- Ngưu Lang Chức Nữ (Tân cổ giao duyên, 2011)
- Thiệp Hồng Anh Viết Tên Em (với Đan Nguyên), (2013)
- Dấu Chân Kỷ Niệm (Tân cổ giao duyên với Kim Tiểu Long, 2015)
- The Best of Đan Nguyên & Y Phụng 2 (với Đan Nguyên, 2016)

### Trình diễn trên sân khấu
| Bài hát                        | Song ca với   | Tác giả                       | Chương trình                                               | Năm  |
| ------------------------------ | ------------- | ----------------------------- | ---------------------------------------------------------- | ---- |
| "Yêu Một Mình"                 |               | Trịnh Lâm Ngân                | Asia 49: Âm Nhạc Vòng Quanh Thế Giới                       | 2005 |
| "Hàn Mặc Tử"                   | Thanh Thúy    | Trần Thiện Thanh              | Asia 50: Trần Thiện Thanh 1                                | 2006 |
| "Đừng Xa Em Đêm Nay"           | Thảo My       | Đức Huy                       | Asia 51: Tình Khúc Sau Cuộc Chiến                          | 2006 |
| "Anh Tiền Tuyến Em Hậu Phương" | Mạnh Đình     | Minh Kỳ                       | Asia 52: Huyền Thoại Lê Minh Bằng                          | 2006 |
| "Phố Đêm"                      |               | Tâm Anh                       | Asia 53: Bốn Mùa - Màu Sắc Của Tình Yêu                    | 2007 |
| "Đò Dọc"                       | Kim Tiểu Long | Trầm Tử Thiêng                | Asia 54: Trầm Tử Thiêng & Trúc Hồ - Bước Chân Việt Nam     | 2007 |
| "Cô Gái Bán Sầu Riêng"         | Minh Phụng    | Viễn Châu                     | Asia 55: Hát Với Thần Tượng                                | 2007 |
| "Tình Ngang Trái"              | Doanh Doanh   | Nhạc Trung Quốc lời Việt      | Asia 56: Mùa Hè Rực Rỡ - Yêu Đời Yêu Người                 | 2007 |
| "Giọt Buồn Không Tên"          |               | Tô Giang                      | Asia 57: Thế Giới Tình Yêu                                 | 2008 |
| "Viết Từ KBC"                  |               | Lê Minh Bằng                  | Asia 58: Lá Thư Từ Chiến Trường                            | 2008 |
| "Dấu Chân Kỷ Niệm"             |               | Thúc Đăng                     | Asia 59: Bốn Mùa 2 - Một Thời Để Nhớ                       | 2008 |
| "Đan Áo Mùa Xuân"              |               | Phạm Thế Mỹ                   | Asia 60: Xuân Thanh Bình, Xuân Chinh Chiến, Xuân Tha Hương | 2009 |
| "Anh Về Với Em"                |               | Trần Thiện Thanh              | Asia 61: Trần Thiện Thanh 2                                | 2009 |
| "Cho Kỷ Niệm Mùa Đông"         |               | Anh Bằng                      | Asia 62: Anh Bằng - Một Đời Cho Âm Nhạc                    | 2009 |
| "Thiên Đàng Ái Ân"             |               | Lam Phương                    | Asia 63: Ngày Tân Hôn                                      | 2009 |
| "Nếu Anh Đừng Hẹn"             |               | Lê Dinh - Dạ Cầm              | Asia 64: Thế Giới Mùa Lễ Hội                               | 2009 |
| "Hai Mùa Mưa"                  |               | Lê Minh Bằng                  | Asia 65: 55 Năm Nhìn Lại                                   | 2010 |
| "Ngày Xuân Thăm Nhau"          |               | Trang Dũng Phương (Hoài An)   | Asia 67: Đám Cưới Đầu Xuân                                 | 2011 |
| "Bóng Nhỏ Đường Chiều"         |               | Trúc Phương                   | Asia 68: Sài Gòn Nỗi Nhớ                                   | 2011 |
| "Sầu Lẻ Bóng 2"                |               | Anh Bằng                      | Asia Golden 1: Anh Bằng - Dòng Nhạc Lưu Vong               | 2011 |
| "Thiệp Hồng Anh Viết Tên Em"   | Đan Nguyên    | Song Ngọc Hoài Linh           | Asia: Xuân Hy Vọng                                         | 2012 |
| "Một Ngày Mùa Đông"            |               | Bảo Chấn                      | Asia: Niềm Vui Mùa Giáng Sinh                              | 2012 |
| "Anh Về Thủ Đô"                | Lâm Thúy Vân  | Y Vân                         | Asia Golden 2: Hùng Ca Sử Việt                             | 2013 |
| "Con Đường Mang Tên Em"        | Đan Nguyên    | Trúc Phương                   | Asia 74: Trúc Phương - Ông Hoàng Của Dòng Nhạc Bolero      | 2014 |
| "Chuyện Tình Lan Và Điệp 3"    | Đan Nguyên    | Mạc Phong Linh Mai Thiết Lĩnh | Asia 75: Những Giọng Ca Huyền Thoại                        | 2014 |
| "Tiếng Ca U Hoài"              |               | Anh Bằng Lê Dinh              | Asia Golden 5: Sài Gòn Của Tôi                             | 2017 |